# كتايون رياحي
كتايون رياحي (بالفارسية: كتايون رياحي) (31 ديسمبر 1961 -)، ممثلة إيرانية، أشتهرت بدورها في مسلسل الأيراني يوسف الصديق.

## عن حياتها
ولدت في مدينة طهران، وقد حصلت على درجة البكالوريوس في الأداب، بدأت مسيرتها الفنية بتأليف قصص الأطفال. ثم اتجهت إلى التمثيل حيث كانت أولى تجاربها فيلم «الواشي» لكن الفيلم لم يكتمل وبعدها حصلت على دور في فيلم «الخريف» ومن أشهر أدوارها التي قدمتها ولاقت نجاحا وشهرة كبيرة مسلسل «أيام الحياة» و «بعد المطر» بعد ذلك توقفت عن التمثيل في السينما، وعادت بفيلم «العشاء الاخير». أعلنت في عام 2010 اعتزال المجال الفني.

## أعمالها

### من الأفلام
- اللحظة الأخيرة.
- سفينة أنجليكا.
- العشاء الأخير.
- السلحفاة.
- هذه المرأة لا تتكلم.

(الدعوة)
(حمى الفراولة)
(سيدتي)
(مكان آخر)
(القافلة)
(الاتصال الشيطاني)
(قصة ذلك الرجل السعيد)
(الشقة رقم 13)
(الغريبة)
(الواشي)
(الخريف)

### من المسلسلات
- الأبطال لا يموتون.
- بعد المطر.
- الليلة العاشرة.
- يوسف الصديق.

(أيام الحياة)
(سلطة الأب)
(الجيران)

## روابط خارجية
- كتايون رياحي على موقع IMDb (الإنجليزية)
- كتايون رياحي على موقع قاعدة بيانات الأفلام العربية